# Joel Vieting
Joel Vieting (* 11. Mai 2003) ist ein deutscher Fußballspieler, der aktuell beim Berliner AK 07 unter Vertrag steht.

## Vereinskarriere
Vieting kam, von 2013 bis 2017 beim 1. FC Köln ausgebildet, in der Jugend bis Juni 2019 für Fortuna Köln zum Einsatz, wechselte dann im Juli 2017 zur Viktoria, für die er sowohl in der B-Jugend als auch in der A-Jugend auflief. In der U 19 Bundesliga West kam er ab 1. Juli 2020 14 mal zum Einsatz.
Am 24. August 2021 debütierte Joel Vieting in der 3. Liga bei der Partie gegen den TSV 1860 München. Er wurde in der 62. Minute für Seok-ju Hong eingewechselt.
Vieting, der in der Saison 2021/22 insgesamt zweimal in der 3. Liga für die Viktoria zum Einsatz kam, wechselte zur Saison 2022/23 im Juli 2022 zum Regionalligisten Berliner AK 07. Sein erstes Ligator konnte er am 9. Spieltag im Heimspiel gegen den SV Lichtenberg 47 erzielen.